# Protistologija
Protistologija je biološka nauka koja proučava protiste.
Protisti su jenoćelijski organizmi sa organizovanim jedrom. Oni se dele u četiri grupe:
- amebe
- bičare
- trepljare
- protozoe